# Saint-Colomban Sportive Locminé
Maillots
Actualités
Dernière mise à jour : 15 septembre 2024.
La Saint-Colomban Sportive Locminé est un club français de football situé à Locminé dans le Morbihan

## Histoire

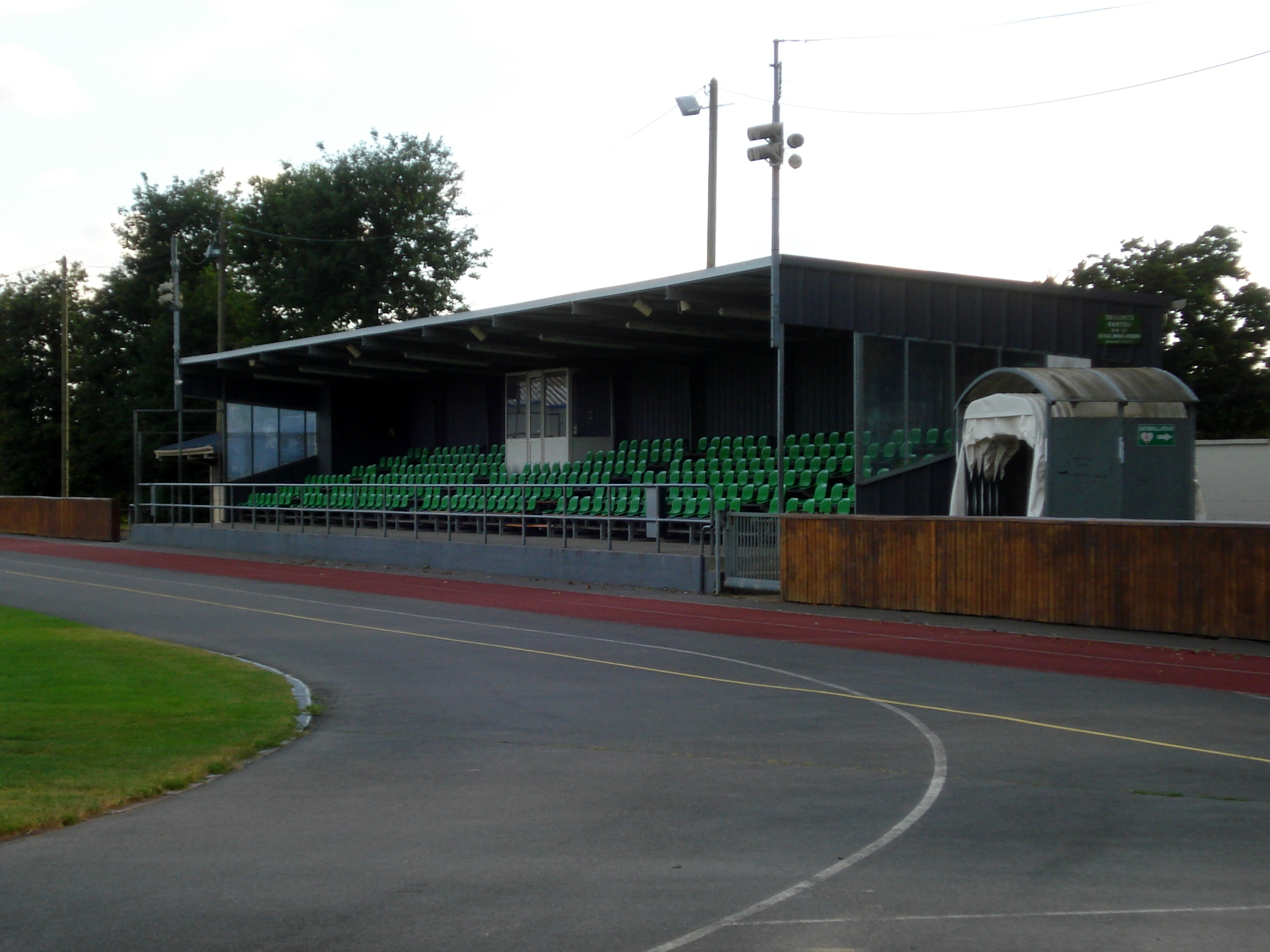
La tribune du stade

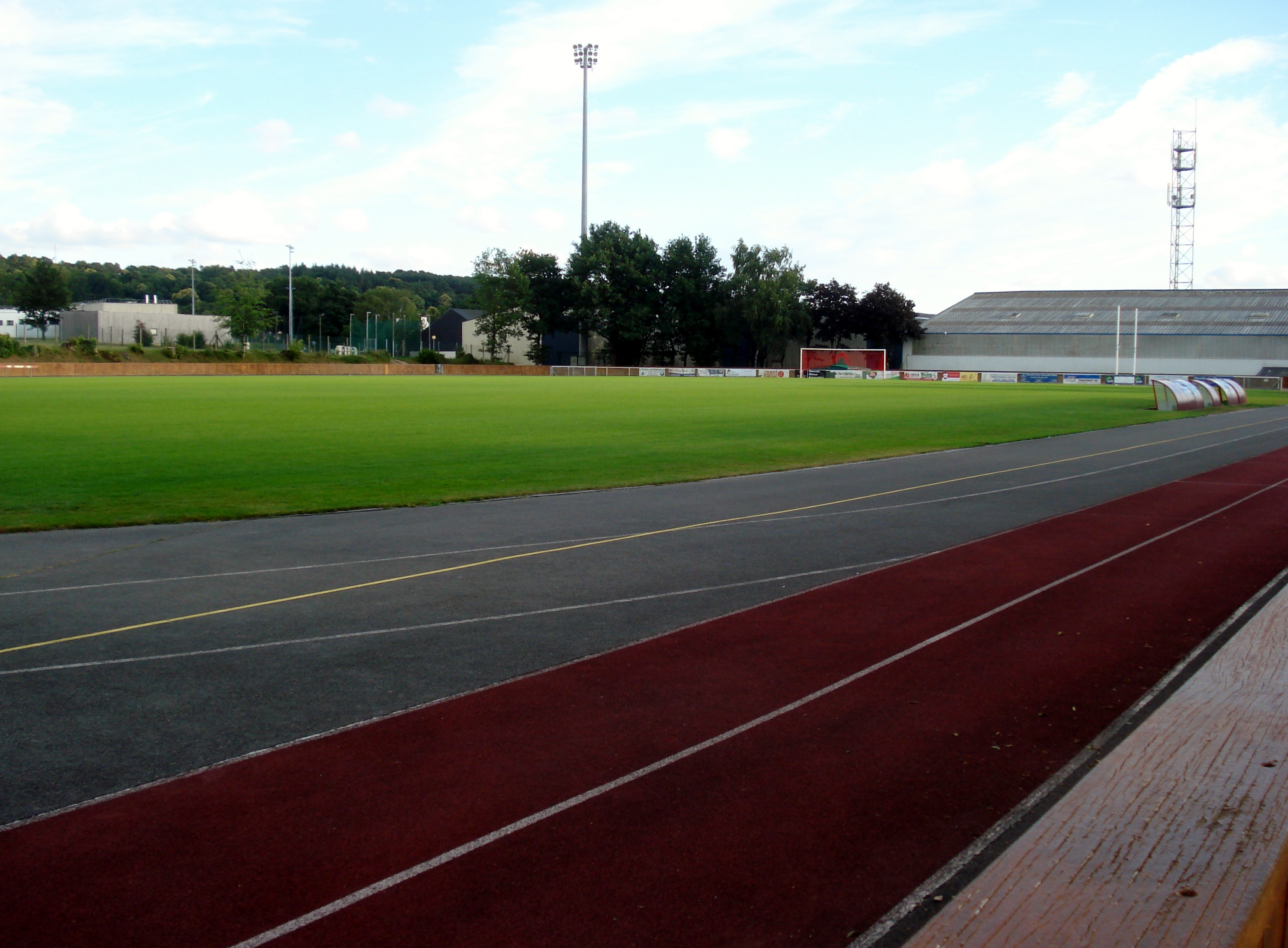
La pelouse du stade

Le club a été fondé par l'Abbé Padrun en 1908. 
Lors de la saison 2010-2011, le club remporte le championnat de DH de Bretagne et monte en CFA 2. À la suite de cette montée, le club se voit accorder une subvention municipale de 7 500 euros. 
Lors de la saison 2011-2012 de la coupe de France, le club s'illustre en éliminant le voisin vannetais (National) au 8e tour le 10 décembre 2011 et se qualifie donc pour les 32e de finale. Le 8 janvier 2012, les Bretons affrontent le Paris Saint-Germain, leader de la Ligue 1 ; sans démériter, ils s'inclinent sur le score de 2 à 1 dans le temps additionnel.
Le 24 mai 2014 après une défaite contre la réserve du Stade brestois, Locminé redescend en DH mais est repêché à la suite de l'annonce du dépôt de bilan du Vesoul HSF. La saison suivante, le club redescend bien en DH.
En décembre 2016, le club affronte le Havre, club de Ligue 2, au 8eme tour de Coupe de France.
En 2024, le club, 1er de la poule E du Championnat de National 3, est promu pour la 1ère fois de son histoire en National 2. Il est même sacré Champion de France de National 3, devant les clubs ayant fini 1er des autres poules.

## Logos

Ancien logo.
Logo actuel.

## Palmarès
| Compétitions nationales                          |
| ------------------------------------------------ |
| Championnat de National 3 (1) - Vainqueur : 2024 |

| Compétitions régionales                                                                                             |
| --- |
| Championnat de division d'honneur (3) - Champion en 2001, 2004, 2011 Coupe de Bretagne (2) - Vainqueur : 1992, 2004 |

## Bilan par saison
| Saison    | Championnat | Championnat | Championnat             | Championnat | Championnat | Championnat | Championnat | Championnat | Championnat | Championnat | Championnat | Coupe de France |
| Saison    | Niv.        | Div.        | Pos.                    | Pts         | M           | V           | N           | D           | BP          | BC          | +/-         | Coupe de France |
| --------- | ----------- | ----------- | ----------------------- | ----------- | ----------- | ----------- | ----------- | ----------- | ----------- | ----------- | ----------- | --------------- |
| 2014-2015 | 5           | CFA 2       | 13e/14                  | 39          | 26          | 2           | 7           | 17          | 21          | 62          | -41         | 6e tour         |
| 2015-2016 | 6           | DH Bretagne | 8e/14                   | 61          | 26          | 10          | 5           | 11          | 38          | 31          | +7          | 5e tour         |
| 2016-2017 | 6           | DH Bretagne | 4e/14                   | 67          | 26          | 10          | 11          | 5           | 28          | 22          | +6          | 8e tour         |
| 2017-2018 | 5           | National 3  | 10e/14                  | 32          | 26          | 7           | 11          | 8           | 31          | 33          | -2          | 7e tour         |
| 2018-2019 | 5           | National 3  | 4e/14                   | 44          | 26          | 13          | 5           | 8           | 35          | 28          | +7          | 4e tour         |
| 2019-2020 | 5           | National 3  | 6e/14                   | 28          | 18          | 6           | 10          | 2           | 24          | 14          | +10         | 6e tour         |
| 2020-2021 | 5           | National 3  | Compétition interrompue | -           | -           | -           | -           | -           | -           | -           | -           | 8e tour         |
| 2021-2022 | 5           | National 3  | 4e/14                   | 43          | 26          | 12          | 7           | 7           | 59          | 32          | +27         | 5e tour         |
| 2022-2023 | 5           | National 3  | 5e/14                   | 38          | 26          | 10          | 8           | 8           | 40          | 32          | +8          | 4e tour         |
| 2023-2024 | 5           | National 3  | 1re/14                  | 51          | 26          | 15          | 6           | 5           | 40          | 23          | +17         | 4e tour         |
| 2024-2025 | 4           | National 2  |                         |             |             |             |             |             |             |             |             | 8e tour         |

## Anciens joueurs
- Vincent Le Baron
- Stéphane Le Mignan
- Pierre Talmont